# USAnimation
USAnimation, Inc. était un studio d'animation traditionnelle américain et une société de développement de logiciels, basé à Los Angeles, en Californie, qui animait des séries télévisées et des publicités télévisées.
USAnimation a entre autres travaillé pour les séries Les Simpson et Ren et Stimpy.